# Київський мотоциклетний завод

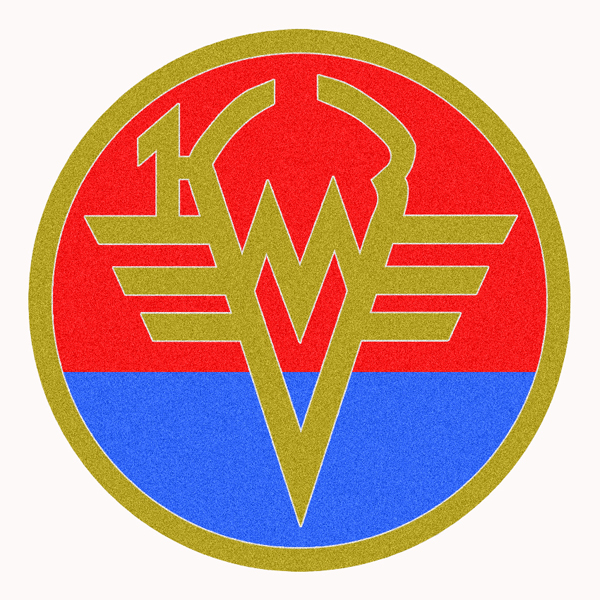
Емблема Київського мотоциклетного заводу часів СРСР

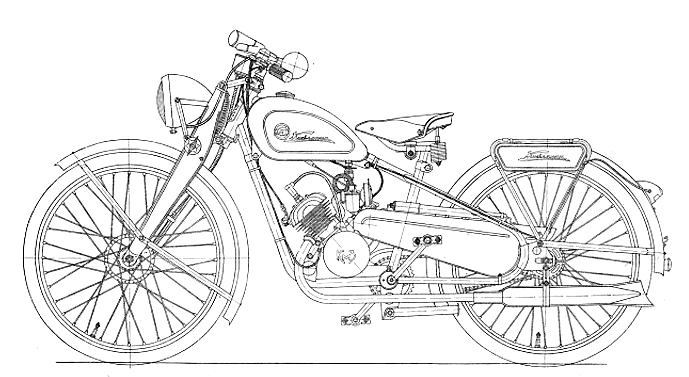
К1-Б «Кієвлянін»-перший мотоцикл виробництва КМЗ, 1946

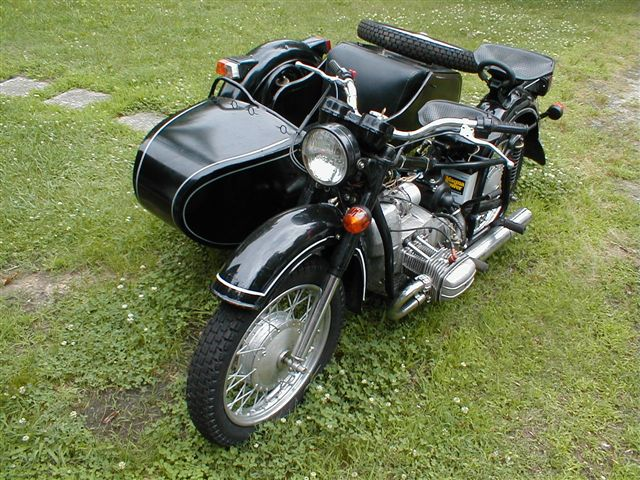
Мотоцикл «Дніпро» МТ-11 (КМЗ-8.155) популярна модель виробництва київського мотоциклетного заводу, 1985

ВАТ «Київський мотоциклетний завод» — українське підприємство з виробництва мотоциклів важкого класу, засноване в Києві в 1945.

## Історія
Створений у вересні 1945 на базі колишнього бронетанкового ремонтного заводу № 8 на вул. Кагатній
З жовтня 1945 до кінця березня 1953 завод був підпорядкований Головному Управлінню мотоциклетної та велосипедної промисловості СРСР (Главмотовелопром).
Перша модель мотоцикла К-1Б «Кіевлянін», була виготовлена за документацією та на обладнанні вивезеного по репарації з Німеччини в листопаді 1946 року. Це була копія німецького мотоцикла «Wanderer-1Sp» з двигуном «Sachs 98» об'ємом 98 куб. см. На початку виробництва двигуни для К1-Б отримували з Німеччини, але вже з 1947 року завод почав серійний випуск мотоциклів з двигуном власного виробництва.
Наприкінці 1946 на базі компонентів мотоцикла почали виготовляти трьохколісну мотоколяску для інвалідів К-1В та вантажний трьохколісний мотоцикл К1-Г.
В 1949 на завод прибули близько 100 фахівців з ліквідованого Горьківського мотоциклетного заводу, почалася підготовка до випуску військового важкого мотоцикла М-72 що вироблявся у Горькому.

## Продукція заводу
З 1956 на заводі розробили і почали випускати нову, більш вдосконалену модель мотоцикла К-750 з боковим причепом («люлькою»).
У 1955—1970 випуск мотоциклів становив 45-50 тис. штук на рік.
В 1968 розпочато випуск мотоцикла К-650, першої модель що отримала власну назву «Днєпр».
З 1972 освоєно випуск моделі МТ-10 з новою коробкою передач та заднім ходом.
В 1977 розпочато виробництво мотоцикла «Днєпр» МТ 10-36, з 1984 року модель «Днепр-16».
У 1991 на Київському мотозаводі була випущена перша партія одномісних мотоциклів з двигуном 650 см³.

### Експериментальні моделі техніки
В 1959—1962 велися роботи по створенню розвізних мікровантажівок для магазинів та т.п. В 1959 р. був побудований перший зразок КМЗ-1 "Київ". Вантажівка мала 2-циліндровий опозитний двигун повітряного охолодження від мотоцикла К-750 (26 к.с.), який помістили під вантажною платформою , 4-ступінчасту коробку передач і привід на задні колеса.
В 1960 випущена серія автомобілів КМЗ-3 «Київ», у яких двигун від мотоцикла К-750 (26 к.с.) був розміщений класично спереду під коротким капотом. Кабіна — двомісна алюмінієва. Вантажна платформа — дерев'яна. Гальма і рульовий механізм були запозичені від легкового автомобіля ЗАЗ-965.
В 1961 випущений розвізний фургон КМЗ-4 «Київ», який відрізнявся від КМЗ-3 «Київ» тільки суцільнометалевим кузовом. Завершив серію мікровантажівок у 1962 р. фургон КМЗ-5 «Київ», що мав спрощену конструкцію і мінімальну вага (525 кг). Машина була зроблена з розрахунком на армію. Вся ця техніка вироблялась в незначній кількості і не була запущена в серійне виробництво.

### Ескортна техніка
У 1976 в Києві почалося виготовлення ескортних мотоциклів. У 1978 була виготовлена перша партія з 25 спеціальних ескортних мотоциклів МТ-14/9 для Кремля. Високі технічні характеристики задовольнили вимогливого замовника.
Мотоцикл було оснащено модернізованим двигуном потужністю 50 к.с., мав електростартер, який вирішував проблему запуску мотора при температурі до −40С. Спеціальні шини давали змогу навіть взимку по слизькій дорозі впевнено їхати на швидкості до 130 км/год . У 1989 році виготовлена остання партія цієї техніки.

## Завод після 1991 року
Відкрите акціонерне товариство «Київський мотоциклетний завод» засновано згідно з рішенням Міністерства машинобудування, військово-промислового комплексу і конверсії України № 1720 від 26 грудня 1994 року згідно з Указом Президента України № 210/93 «Про корпоратизацію підприємств» від 15 червня 1993 року.
ВАТ «Київський мотоциклетний завод» став єдиним в Україні підприємством з виробництва мотоциклів важкого класу.
Завод мав механічно-складальне виробництво мототехніки з закінченим циклом, що мало всі стадії з виготовлення та збирання готової продукції, контролю за її якістю, транспортуванні на всіх етапах виробничого процесу, організацію та забезпечення обслуговування робочих місць і ділянок технічної підготовки виробництва.
Станом на початок 2016 року на заводі працював лише фірмовий магазин, обладнання було частково демонтовано.
На початку 2018 року на місці заводу залишились лише будівлі, все обладнання остаточно вивезено.
У 2021 на місці КМЗ почалося будування нового ЖК "UNIT.Home"